# Food Not Bombs

Logo

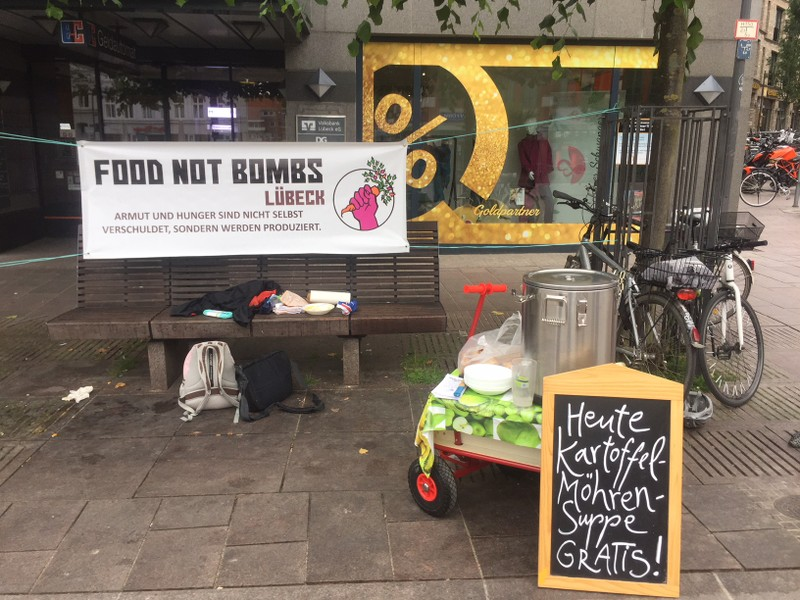
Essensausgabestelle

Food Not Bombs (FNB) ist eine internationale Organisation, die 1980 in Boston, USA entstanden ist. FNB-Gruppen weltweit sammeln Nahrung von Märkten und Produzenten ein, die nicht mehr zum Verkauf geeignet ist. Daraus wird in der Regel vegetarisches und veganes Essen bereitet, das an öffentlichen Plätzen an Passanten, Obdachlose, Touristen etc. verteilt wird.
Die (Anarcho-)Punk-Band MDC brachte im Jahre 1994 eine Single heraus die den Namen „Bombs not Food“ trug, in der sie die Kriminalisierung der FNB Gruppen durch die Behörden kritisierten und in der sie ironisch die Sicht der Behörden einnehmen.
Gründer der Organisation waren Keith McHenry (der auch auf dem Cover der oben genannten Single von MDC zu sehen ist) und C. T. Butler, die auch Autoren des Buches „Food Not Bombs“ sind.
In Deutschland existieren Gruppen in Berlin und Lübeck, in Österreich in Wien und Graz.

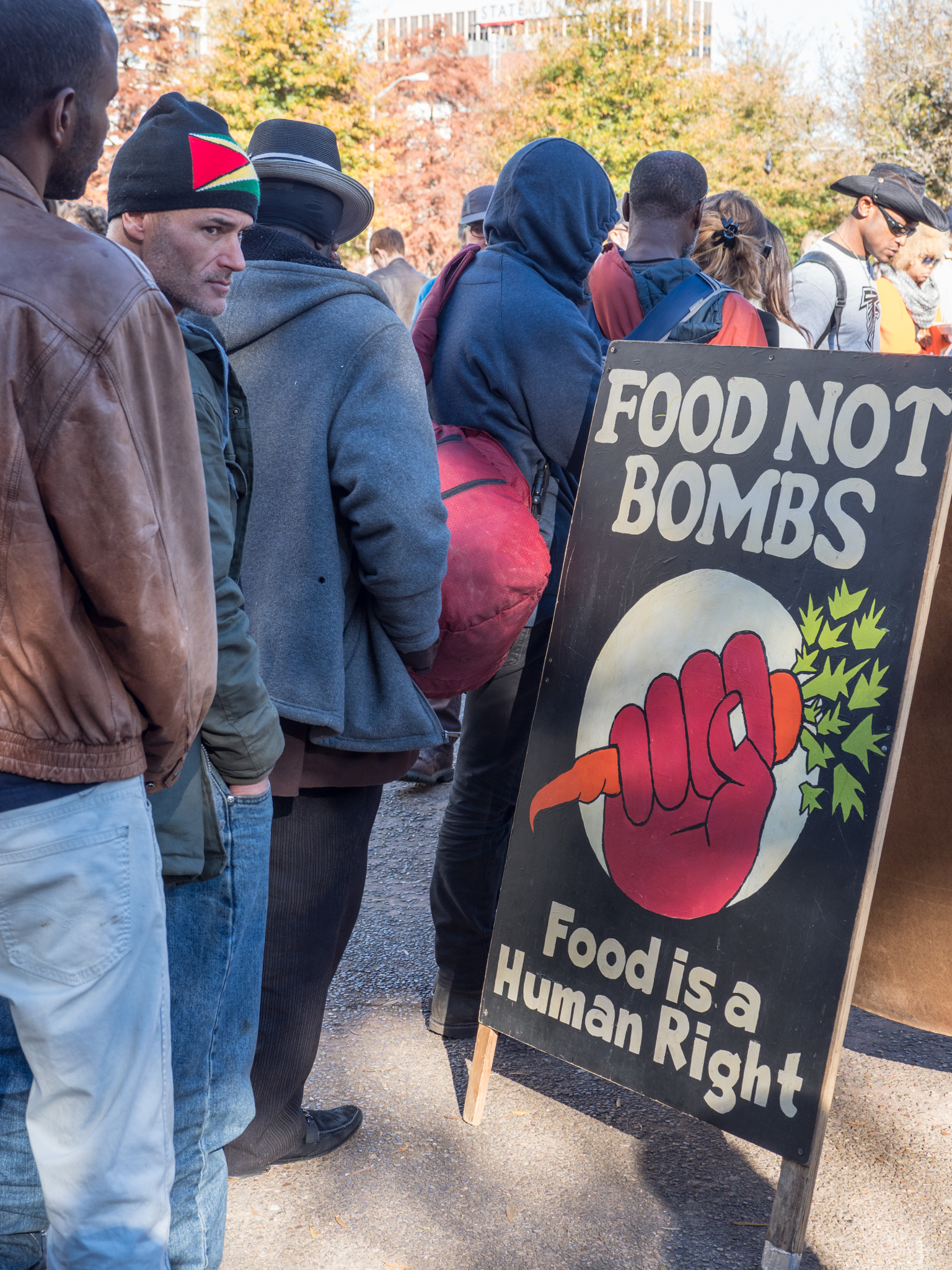
Essensausgabe, eine Schlange von Wartenden

Im November 2014 wurde in Fort Lauderdale das Teilen von Essen verboten. Einige Food-Not-Bombs-Aktivisten wurden wegen Essensverteilung und zivilen Ungehorsams verhaftet, wofür sie die Civil Liberties Arrest-Medaille der ACLU erhalten haben.